# Шарнирная петля
Шарнирная петля — цилиндрическое шарнирное соединение, предназначенное для навески дверей или откидных деталей в мебели, кузовах машин и корпусах механизмов.

## Описание

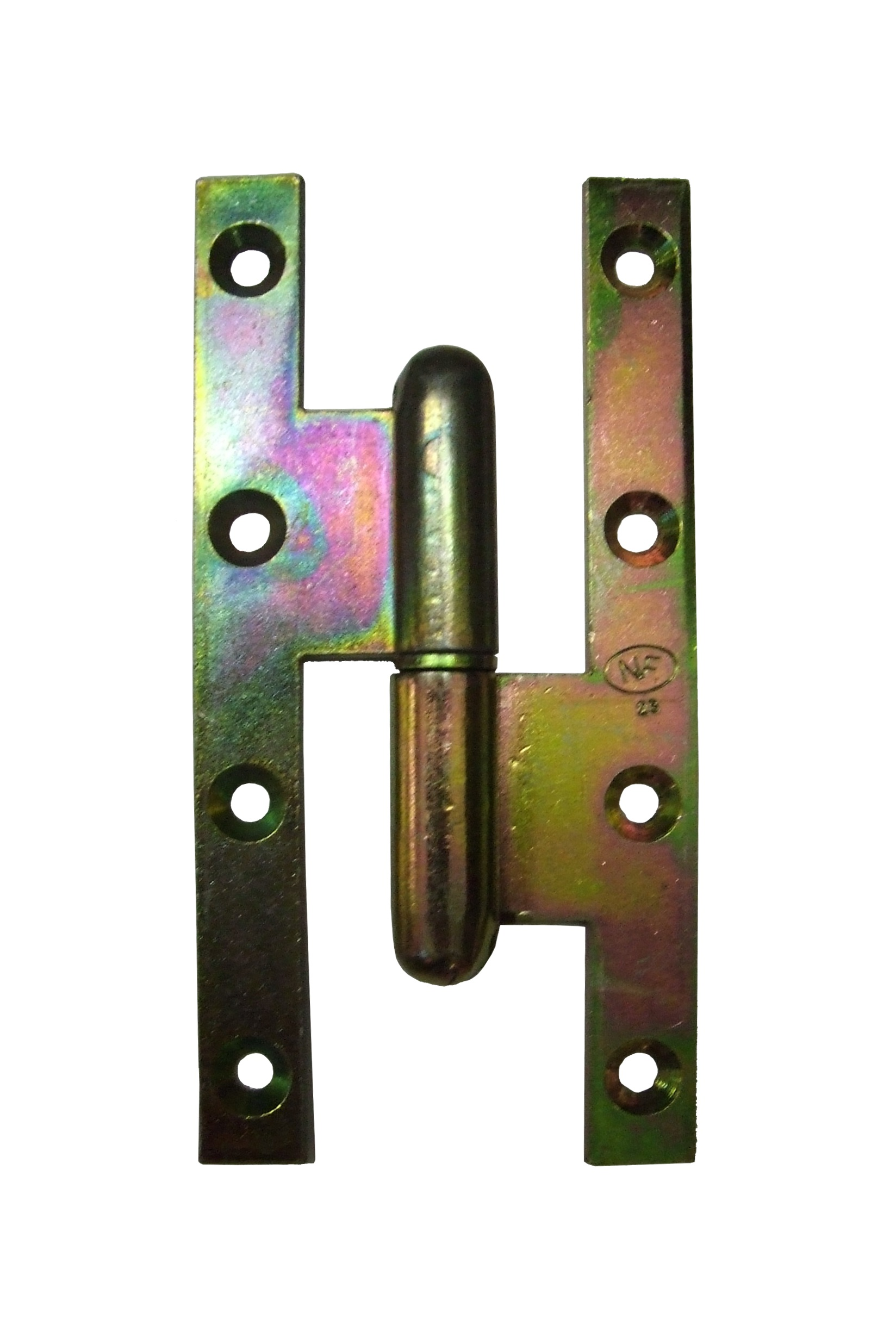
Полушарнирная петля

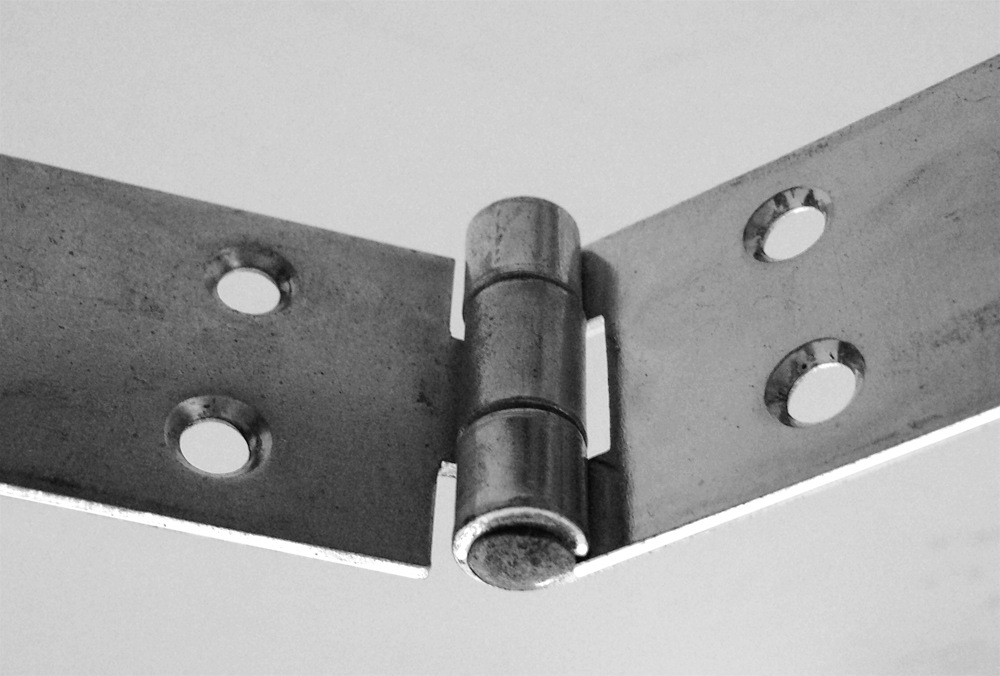
Шарнирная петля

Петля состоит из двух деталей (карт) для крепления к двери и к месту установки и соединительной оси (стержня). В картах обычно присутствуют отверстия для крепежа.
В так называемой полушарнирной петле стержень закреплён в одной из двух карт-половинок, а в другой расположен шарнир в виде колпачка. Такая конструкция обеспечивает съёмность двери, так как  карты легко разъединяются. Для уменьшения трения в полушарнирной петле между картами на стержень часто надевают колечко с малым трением, обычно бронзовое, и наносят густую смазку.